# Багатоборство
Багатобо́рство — вид спортивних змагань.
Багатоборство складається з комплексу вправ, що належать до одного (Багатоборство важкоатлетичне, лижне, гімнастичне) або кількох видів спорту (військово-спортивні багатоборства, ГПО, сучасне п'ятиборство, багатоборство тілоохоронців, зимовий тріатлон).
Найпоширеніше в легкій атлетиці. Відповідно до числа вправ називається двоборством, триборством, семиборством, десятиборством.
Змагання з багатоборства провадяться за певною програмою в короткі терміни (1—2 дні). Переможець визначається за сумарною кількістю очок, набраних у всіх вправах.